# Сметнёв, Яков Михайлович
Яков Михайлович Сметнёв (1915—2001) — старшина Рабоче-крестьянской Красной Армии, участник Великой Отечественной войны, Герой Советского Союза (1945).

## Биография
Яков Сметнёв родился 19 октября 1915 года в деревне Подгорные Селищи (ныне — Темниковский район Мордовии).
С 1928 и до начала войны жил и работал в деревне Индеры Саргатского района Омской области, окончил семь классов школы и школу фабрично-заводского ученичества при заводе "Сибсельмаш".
В 1938—1940 годах проходил службу в Рабоче-крестьянской Красной Армии. В июне 1941 года Сметнёв повторно был призван в армию. С марта 1942 года — на фронтах Великой Отечественной войны.
Первоначально воевал на Северо-Западном фронте.
К июню 1944 года гвардии старшина Яков Сметнёв был снайпером 210-го гвардейского стрелкового полка 71-й гвардейской стрелковой дивизии 6-й гвардейской армии 1-го Прибалтийского фронта. Отличился во время Белорусской операции.
22 июня 1944 года во время боёв за деревню Орехи Сиротинского района Витебской области Белорусской ССР Сметнёв лично уничтожил 2 снайперов противника, которые мешали действиям основных сил. 
Двумя днями спустя он переправился под огнём через Западную Двину в районе деревни Мамойки Бешенковичского района, уничтожив ещё одного снайпера и взяв в плен немецкого офицера. Всего же к моменту представления его к званию Героя Советского Союза Сметнёв уничтожил 279 солдат и офицеров противника.
Указом Президиума Верховного Совета СССР от 24 марта 1945 года гвардии старшина Яков Сметнёв был удостоен высокого звания Героя Советского Союза с вручением ордена Ленина и медали «Золотая Звезда».
После окончания войны Сметнёв был демобилизован. Вернулся в Омскую область, после окончания совпартшколы работал на партийных должностях. Выйдя на пенсию, проживал в Омске. Умер в 2001 году. Похоронен на Старо-Северном кладбище.
Был также награждён орденами Красного Знамени, Отечественной войны 1-й степени и Славы 3-й степени, рядом медалей.
В честь Сметнёва названа улица в Омске.